# Goodbye (Shelter)
A Goodbye (Shelter) (magyarul: Viszlát (Menedék)) a szerb Sanja Vučić Zaa dala, mellyel Szerbiát képviselte a 2016-os Eurovíziós Dalfesztiválon, Stockholmban. A dal belső kiválasztás során nyerte el az eurovíziós indulás jogát és 2016. március 12-én mutatták be nyilvánosan.

## Eurovíziós Dalfesztivál
A dalt az Eurovíziós Dalfesztiválon először a május 12-i második elődöntőben adta elő, fellépési sorrendben hatodikként a Fehéroroszországot képviselő Ivan Help You Fly című dala után, és az Írországot képviselő Nicky Byrne Sunlight című dala előtt. Az elődöntőből a tizedik helyen jutott tovább a május 14-i döntőbe, ahol fellépési sorrendben tizenötödikként lépett fel a Ciprust képviselő Minus One Alter Ego című dala után, és a Litvániát képviselő Donny Montell I’ve Been Waiting for This Night című dala előtt. A pontozás során a zsűri szavazáson összesítésben a huszonharmadik helyen végzett 35 ponttal, míg a nézői szavazáson a tizenegyedik helyen végzett 80 ponttal (Bosznia-Hercegovinától, Horvátországtól, Macedóniától, Montenegrótól, Svájctól és Szlovéniától maximális pontszámot kapott), így összesítésben 115 ponttal a verseny tizennyolcadik helyezettje lett.
A következő szerb induló Tijana Bogićević In Too Deep című dala volt a 2017-es Eurovíziós Dalfesztiválon.